# كيرتس آكسل
جوزيف كيرتس«جو» هينينج (بالإنجليزية: Curtis Axel)‏ (ولد في 1 أكتوبر 1979 ، هو مصارع أمريكي محترف في WWE تحت اسم كيرتس أكسل أو كورتيس أكسل (حسب النطق) وهو بطل القارات سابقا.
في عام 2010 انضم مع النيكسس وكان تحت اسم مايكل ماكجيليكتي
كان مصارعا سابق في FCW , وكان ضمن الدفعة الثانية إلى WWE NXT عام 2011
واستطاع تحقيق بطولة الفرق الزوجية مع ديفيد أوتانغا، بعد ذلك وفي عام 2013 أصبح في عروض WWE الرئيسية وغير اسمه إلى كيرتس أكسل وأصبح بول هيمان مديرا له

## الحياة الشخصية
هو من الجيل الثالث من المصارعين في عائلته فجده الذي يدعى (لاري«ذا اكس» هينينج) كان مصارعا ووالده المصارع الراحل مستر بيرفكت) كان مصارعا في (حقبة العصر الذهبي للمصارعة) إيضا، وشقيقته التي تدعى (إيمي) مصارعه إيضا، وله اثنين اشقاء آخرين لكنهم ليسوا مصارعين
أنجب أكسل أول اطفاله في يونيو 2009 وسماه بروك،
ولقد فاز أكسل بمجله WWE لعام 2011
وتدرب أكسل مع المصارع ذا روك للتحضير لمباراته مع سي ام بانك في رويال رامبل في عام 2013 ، وتدرب مع بروك ليسنر إيضا للتحضير لمباراته ضد تريبل اتش في راسلمينيا 29

## المسيرة في المصارعة

### الدوري العالمي للمصارعة (WLW) من 2007-2008
بدأ أكسل مشواره في مصارعة المحترفين في 13 يوليو 2007 في الدوري العالمي للمصارعة (WLW) حيث شكل هناك فريقا مع تيد ديبياسي الابن، وحقق أول فوز فردي له على («وايلد» واد شيمز)
واستمر في الدوري العالمي للمصارعة (WLW) لمده تسعة أشهر

### بطولة فلوريدا للمصارعة (FWC)من 2007-2010
في 31 مارس 2007 حضر أكسل مع والدته وجده واشقاءه لتكريم والده الراحل (كيرت هينينج) في قاعة المشاهير، واستلم الجائزة نيابه عن والده الراحل (كيرت هينينج) في 26 أكتوبر 2007 في عرض سماكداون
وبعد ذلك وقع عقدا مع WWE للمشاركة في بطولة فلوريدا للمصارعة (FWC) .في 11 سبتمبر 2008 أكسل وسيباستيان سلاتر يهزمون نك نميث وغافن سبيرز وفازو ببطولة الفرق الزوجيه، لكنهم خسروا اللقب في 30 أكتوبر من نفس السنة
في 20 نوفمبر تحدى أكسل المصارع شيمس على بطولة الوزن الثقيل في (FWC) , لكن المباراة انتهت بلا فائز، ولكن كان لأكسل فرصة أخرى للفوز باللقب في مباراة رباعية وفي 11 ديسمبر اقيمت المباراة ولكن اريك اسكوبار تمكن من الفوز باللقب. لكن أكسل لم يتوقف هنا ففي 26 فبراير هزم اسكوبار وفاز باللقب. وفي 5 أبريل أعلن (FWC)تعرض أكسل لإصابة خطيرة جعلته يتناول عن حزام الوزن الثقيل

### NXT والنيكسس 2010-2011
باستخدام اسم  مايكل ماكجيليكتي ظهر أول مره في 8 حزيران وكان مواليا لكوفي كينغستون
لعب مباراة مع كوفي كينغستون ضد مارك هينري ولاكي كانن وتمكنوا من الفوز، ولعب أول نزال له بتاريخ 29 يونيو وتمكن من الفوز، لكن في 3 أغسطس هزم لأول مره من ذا ميز بعد ثلاثة انتصارات متتاليه. وفي 9 أغسطس ظهر النيكسس وكان  مايكل ماكجيليكتي أحد اعضاءه الستة في ذلك الوقت،
وفي 10 أكتوبر في عرض الجحيم في زنزانة تنكر أكسل هو وعضو آخر من فريق النيكسس بين الجماهير لمساعدة قائدهم في تلك الفترة وايد باريت في مباراته ضد جون سينا، وهذا ما حصل فعلا وجعل وايد باريت يفوز بسهولة على سينا، واضطر سينا للانضمام إلى فريق نيكسيس واشترط سينا لقائد النيكسس بعدم التدخل في أي مباراة له، لكن وايد باريت قال انه لم يأمرهم بالتدخل في أي مباراة كانت. لكن  مايكل ماكجيليكتي لم ينل هذا الكلام اعجابه واستمر في التدخل في المباراة هو وعضو آخر في الفريق معه. وتدخلو في مباراة بين جون سينا وذا ميز وجعلوا سينا يخسر. بعد هذا تولى سي ان بانك قياده النيكسس في يناير 2011 بعد انفصال وايد باريت عنهم ومن ثم قاد سي ام بانك الفريق وفي عرض موني ان ذابانك انتهى فريق النكسس

### العودة إلى NXT من 2011-2013
من أواخر عام 2011 إلى منتصف عام 2013 كان ظهور  مايكل ماكجيليكتي يقتصر في عرض سوبرستار وNXT فقط

### كيرتس أكسل الحالي 2013
في 20 مايو عام 2013 من عرض الرو ظهر  مايكل ماكجيليكتي  تحت اسم كيرتس أكسل وكان مدير أعماله هو المدير المشهور بول هيمان، ولعب أول نزال له في عروض دبليو دبليو إي الرئيسية وبعد تغيير اسمه ضد تريبل اتش وتمكن من الفوز عليه بعد ظهور اعتراض الارتجاج المخي على تريبل اتش الذي انهار خارج الحلبة،
ولعب ثاني نزال له بتاريخ 24 مايو في عرض سماكداون ضد سين كارا وتمكن من الفوز عليه أيضا
وفي 16 يونيو في عرض بايباك تمكن أكسل هزيمه كل من وايد باريت وذا ميز في مباراة ثلاثيه وأصبح بطل القارات لأول مره في تاريخه.
وحدثت مشاكل بين بول هيمان (مدير أعمال اكسل) وسي ام بانك. لذلك تم الإعلان عن مباراة بين بول هيمان & كيرتس اكسل ضد سي ام بانك في عرض «نايت اوف تشامبينز» أو «ليلة الأبطال» مع توسل هيمان لتريبل اتش بإلغاء المباراة لكن تريبل رفض، ولم يرفض فحسب بل جعل أكسل يلعب مباراتين في ذلك العرض، الأولى ضد كوفي كينغستون ليدافع عن لقب القارات، والثانية ضد سي ام بانك ليدافع عن مديره بول هيمان.
تمكن أكسل من الفوز على كوفي كينغستون والاحتفاظ بلقب القارات.
لكنه لم يتمكن من هزيمه سي ام بانك واستسلم في تلك المباراة وجعل بول هيمان وحيدا أمام سي ام بانك الذي لم يظهر في عينيه أي شفقه على هيمان، وضربه بالعصا ضربات كثيره حتى فقد بول هيمان الوعي. لكن رايباك تدخل وضرب سي ام بانك وحمل هيمان ووضعه على بانك حتى عد الحكم: 1 . 2 .3 وبذلك فاز بول هيمان على سي ام بانك، وأصبح مديرا ل رايباك أو كما يقال «أحد فتيان هيمان» وثم حددت مباراة ارتروث ضد كريتس اكسل على لقب القارات في باتلجراند وفاز كرتس اكسل

## البطولات والإنجازات
■ بطولة فلوريدا للمصارعة (FWC)
- حقق حزام FCW للوزن الثقيل (مره واحده)
- حقق حزام FWC للفرق الزوجيه (3 مرات)

■ مجلة PWI
- صنفته PWI المجند الحديدي لعام (2008)
- صنفته PWI أفضل عداوة لعام (2010) مع النيكسس
- صنفته PWI أكثر مصارع مكروه لعام (2010) مع النيكسس
- صنفته PWI في المرتبة 47# من أقوى 500 مصارع فردي

■ المصارعة العالمية الترفيهية (WWE)
- حقق بطولة القارات
- حقق بطولة الفرق الزوجيه (مره واحده) مع بو دالاس

## روابط خارجية
- كيرتس آكسل على موقع IMDb (الإنجليزية)
- كيرتس آكسل على موقع قاعدة بيانات الفيلم (الإنجليزية)
- كيرتس آكسل على موقع دبليو دبليو إي (الإنجليزية)
- كيرتس آكسل على موقع WrestlingData.com (الإنجليزية)
- كيرتس آكسل على موقع CageMatch worker (الإنجليزية)
- كيرتس آكسل على موقع قاعدة بيانات المصارعة على الإنترنت (الإنجليزية)
- كيرتس آكسل على موقع عالم المصارعة على الإنترنت (الإنجليزية)
- كيرتس آكسل على موقع عالم المصارعة على الإنترنت (الإنجليزية)